# 布龍卡
48°24′32″N 23°16′9″E / 48.40889°N 23.26917°E
布龍卡（烏克蘭語：Бронька）是烏克蘭西部的村莊，隸屬外喀爾巴阡州的胡斯特區。該村面積9.57平方公里，海拔高度197米，2001年人口1,812，人口密度每平方公里190人。